# 백찬

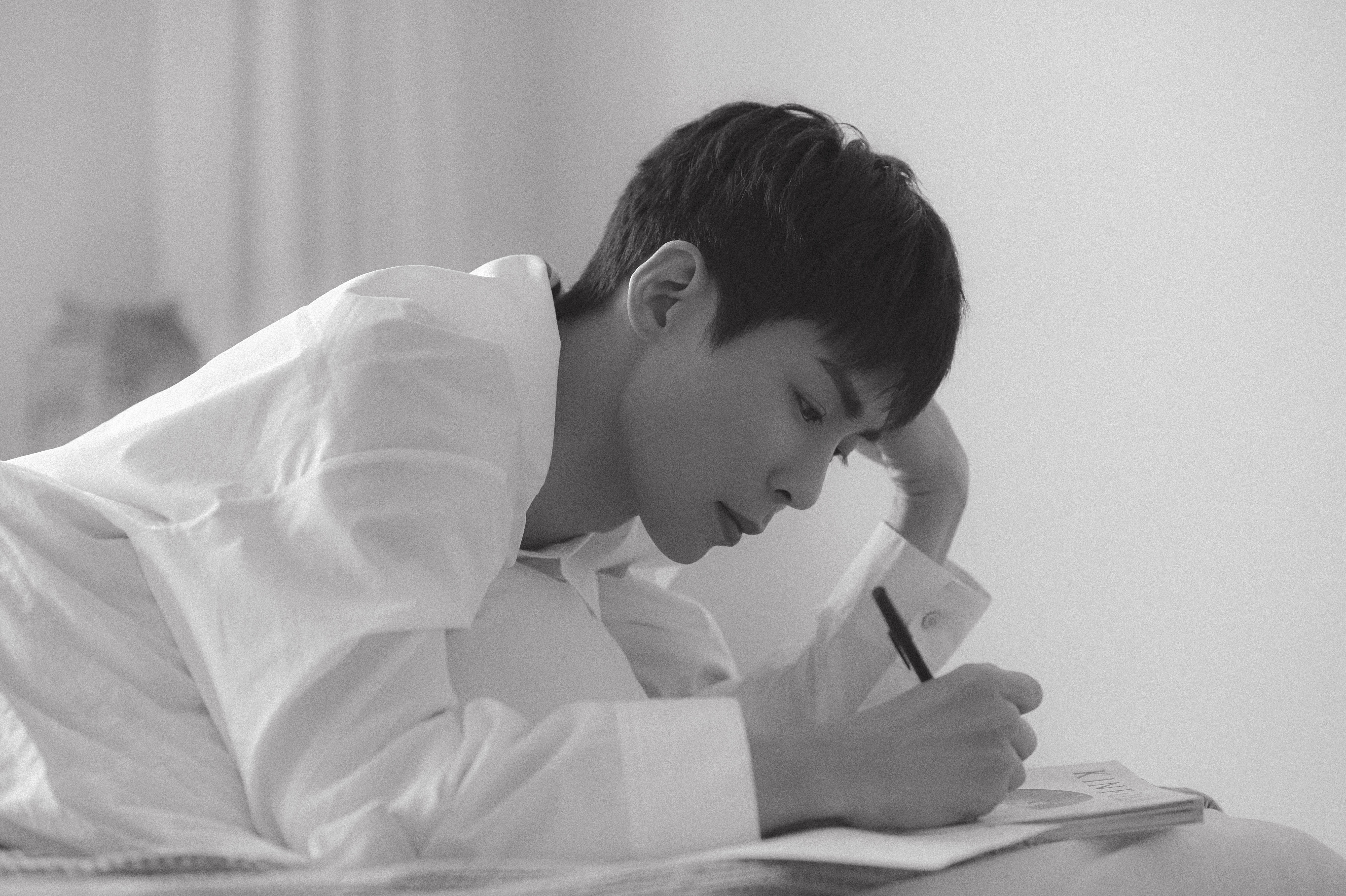

백찬(본명: 백찬, 1984년 12월 9일 ~ )은 대한민국 대표 혼성 보컬그룹 에이트(8Eight)에 속해 있는 가수이다.

## 래퍼 활동
2007년 8월, 에이트(8Eight)의 첫 정규작 [The First]을 발매하면서 데뷔하였고, 이후 '심장이 없어', '잘가요 내 사랑', '그 입술을 막아본다', '사랑을 잃고 난 노래하네' 등을 발표하면서 실력파 혼성 보컬 그룹으로 자리를 잡았다.
백찬은 2008년, 이수영과 함께한 싱글 '무슨 사랑이 그래요'를 발표하면서 솔로 활동의 가능성을 보여주었고, 이후 드라마 "아테나"의 OST '주문', 에이트의 보컬 주희와 함께한 '미련은 미련일뿐야'를 공개해 탁월한 보컬 실력을 선보였다.
이후 다비치 ‘또 운다 또’, 홍대광 ‘잘됐으면 좋겠다’, 손호영 ‘Only You’, 주희 1집‘Psychotherapy’ 1집, 웬디 ‘What If Love’, OnlyOneOf ‘Sage/구원’ 등 100여 곡을 작사, 작곡하며 프로듀서로서 활동을 이어왔다.
2018년 8월, 첫 솔로 싱글 'Dive in'을 발표, 솔로 활동의 포문을 열었다.
2020년 4월 12일, 그가 직접 전곡 프로듀싱한 정규 1집 [BAEKCHAN 01] 을 발매한다. 총 8곡이 담긴 이번 정규 1집 앨범 [BAEKCHAN 01]에는 그의 랩이 없다. 소울, 알앤비, 팝, 딥 하우스, 발라드 등의 다양한 장르를 아무렇지 않은 듯 자유로이 넘나드는 노련한 보컬로 가득하다. 보컬뿐 아니라 전곡을 직접 프로듀싱한 그는 작사, 작곡, 편곡부터 믹싱까지 올라운드 플레이어로서의 면모를 여실히 보여준다.

## 발매 음반

### 에이트(8eight)
- 정규 1집 《First》

- 정규 2집 《Infinity》
- 디지털 싱글 《Music is my life Part 2》
- 싱글 앨범 《I Love You》
- 정규 3집 《The golden age》
- 3집 리패키지 《The golden age》
- 싱글 앨범 《울고싶어 우는 사람이 있겠어 cry mix》
- 디지털 싱글 《유효기간》
- 미니앨범 《The Bridge》
- 미니 앨범 《8eight》
- 디지털 싱글 《미치지말자》
- 디지털 싱글  《또 사랑에 속다》

### 백찬&주희
- 백찬&주희 《미련은 미련일뿐야》

### 백찬
- 백찬 싱글 《The Analogueman In This Digital World》
- 백찬 디지털싱글 《Dive in》
- 백찬 정규 1집 《BAEKCHAN 01》

|          | 앨범 정보                                | 트랙 리스트                                                                                        |
| -------- | ---------------------------------------- | -------------------------------------------------------------------------------------------------- |
| 정규 1집 | 《BAEKCHAN01》 - 발매일: 2020년 4월 12일 | 1. soodd 2. oi 3. keepitgoing'on 4. divein 5. enough 6. 어바웃타임 7. 내가 초라해질 때 8. outtried |

### 피쳐링
- 2008년 박정현 '윈터키스 (Feat. 백찬)'
- 2008년 채정안 'TV러브 (Feat. 백찬)'
- 2010년 다비치 '떠나지마 (Feat. 백찬)'
- 2010년 이승기 '사랑이 술을 가르쳐 (Feat. 백찬)'
- 2010년 2AM 'I Love You (Feat. 백찬, 주희)'
- 2010년 시크릿 '잘해 더! (Feat. 백찬)'
- 2010년 란 '세상이 내게준 아름다운 선물 (Feat. 백찬)'
- 2011년 임정희 'Stay (Feat. 백찬)'
- 2012년 란 '세상의 오직 단 한사람 (Feat. 백찬)'
- 2014년 미오 '집을사야해 (Feat. 백찬)'

## 작사·작곡
- 에이트(8eight) : 심장이 없어, 그 입술을 막아본다, 잘가요 내사랑, 사랑을 잃고 난 노래하네 등 외 다수

- 주희 : 미니 1집 Psychotherapy 총괄 프로듀서 | 수고한 날들에게, 건배! 외 다수

- 다비치 : 또 운다 또

- 홍대광 : 미니 2집 총괄 프로듀서 | 잘됐으면 좋겠다, 너랑, 달려가 안아줄거야
- 손호영 : Only You, Diamond Lady

- 정준영 : 병이에요, Be Stupid

- 노지훈 : 니가 나였더라면
- 레드벨벳 웬디 : What If Love (드라마 ‘진심이 닿다’ OST)

- 임정희 : 꽃향기 (드라마 응급남녀 OST)
- 윤하 : 아픈 슬픔
- 시크릿 : 잘해 더!
- 윙스 : Hair Short, 꽃이 폈어요
- 와블 : 연애하고 싶다
- 젝시 : 꽃을 파는 여자
- 온리원오브 (OnlyOneOf) : Sage
- 간미현, 이현: 널 잃고 보니
- Mnet 2009 슈퍼스타K 서인국 ‘부른다’ 프로듀서
- 2015, 2016, 2017 Mnet Asian Music Awards ‘MAMA’ 전문 심사위원

외 다수

## 주요 출연작

### 텔레비전 프로그램/라디오
- MBC 《쇼바이벌》
- 경인방송 《백찬의 옥탑방 통신DJ》
- MBC 《복면가왕》 2020년 4월 5일 249회, 2020년 4월 12일 250회 : '랩, 댄스, 노래? 원하는 토핑 선택만 해! 삼각김밥'[2]

- '초밥' vs '삼각김밥' 1라운드 무대 - 좋다
- '삼각김밥' 2라운드 무대 - Think about' chu  